# Auchmophila
Auchmophila is een geslacht van vlinders van de familie van de zakjesdragers (Psychidae). De wetenschappelijke naam van dit geslacht is voor het eerst voorgesteld door Hans Rebel in een publicatie uit 1907.
Dit geslacht is monotypisch, dat wil zeggen dat het maar één soort heeft namelijk Auchmophila kordofensis Rebel, 1907.